# Paranoia (rollenspel)
Paranoia is een humoristisch rollenspel origineel uitgegeven door West End Games van 1984 t/m ±1998; de nieuwste editie wordt sinds 2004 uitgegeven door Mongoose Publishing.

## Overzicht
De wereld van Paranoia bestaat hoofdzakelijk uit Alpha Complex, een afgesloten, ondergrondse stad waarin mensen wonen, robots het vuile werk doen, en de beslissingen genomen worden door de dictatoriale maar goedbedoelende Computer. Hoe en waarom Alpha Complex ontstaan is hangt af van de precieze editie van het spel, maar het komt erop neer dat er een paar honderd jaar voordat het spel zich afspeelt, een kernoorlog geweest is; Alpha Complex was bedoeld om de mensheid te beschermen tegen het communisme precies in geval van zo'n oorlog. De Computer heeft de absolute macht in Alpha Complex, en is een kunstmatige intelligentie die geprogrammeerd is om deze taak te volbrengen.
In de eeuwen sinds de oorlog is het verstandelijk vermogen van De Computer echter achteruitgegaan, onder meer door zaken als slecht of verkeerd onderhoud, verkeerde programma's, sabotage, enz. — in feite is De Computer schizofreen. Wel houdt hij de burgers van Alpha Complex nauwlettend in de gaten om elke mogelijke vorm van verraad onmiddellijk te kunnen ontdekken. Om deze zelfde reden spoort hij alle inwoners van Alpha Complex aan om informant te zijn, en verraad onmiddellijk aan te geven.

### Klonen
Mensen worden in Alpha Complex niet geboren, maar gekloond, in series van zes identieke personen (zogenaamde "sixpacks"). Wanneer de eerste kloon doodgaat, worden al zijn of haar herinneringen in de tweede geïmplanteerd, waarna die de plaats van de overleden kloon overneemt. Pas als de zesde kloon overleden is, is iemand écht dood. Helaas gaat er bij het klonen weleens iets mis, waardoor mutanten ontstaan met allerlei fantastische krachten: bijvoorbeeld telekinese, gedachtelezen, of het kunnen eten van letterlijk alles. Het zijn van een mutant is niet verboden, op voorwaarde dat De Computer ervan op de hoogte gesteld is; een niet-geregistreerde mutant geldt als een verrader. Omdat bekende mutanten echter helemaal onderaan de pikorde staan in Alpha Complex, kiezen de meeste mutanten ervoor om zichzelf niet te registreren. Iedereen in Alpha Complex is een mutant, soms zonder dat ze het zelf weten.

### Beveiligingskleuren
Om de mensheid tegen zichzelf in bescherming te nemen heeft iedereen en alles in Alpha Complex een beveiligingsniveau toegewezen gekregen, dat overeenkomt met een kleur van de regenboog, plus infrarood (laagste) en ultraviolet (hoogste). Het zijn op plaatsen, doen van dingen, of in bezit hebben van informatie, van een hoger beveiligingsniveau is verraad, en ten strengste verboden. Het leven in Alpha Complex is vaak zo goed als onmogelijk zonder de beveiligingsregels te overtreden — bijvoorbeeld omdat de handleiding voor veel apparatuur pas beschikbaar is op een hoger niveau dan de apparatuur zelf. Bijna iedereen in Alpha Complex pleegt weleens verraad door de regels te overtreden, soms zonder dat ze het zelf weten.

### Geheime genootschappen
Ondanks (of vanwege) deze veiligheidscultuur hebben geheime genootschappen de kop opgestoken, waarin mensen van eenzelfde overtuiging samenwerken en met elkaar optrekken. Omdat lidmaatschap van een geheim genootschap per definitie betekent dat iemand zijn of haar loyaliteit niet uitsluitend aan Alpha Complex geeft, zijn de genootschappen verboden en is lidmaatschap ervan door De Computer bestempeld als verraad. Iedereen in Alpha Complex is lid van een geheim genootschap, soms zonder dat ze het zelf weten.

### Verraad
Aangifte van verraad leidt, als de beschuldigde zichzelf niet voldoende weet te verdedigen, over het algemeen tot executie van de verrader door De Computer. De voornaamste verdedigingsstrategie is om de schuld af te schuiven (op de verklikker of op een ander), of op z'n minst de verklikker zo zwart te maken dat niet alleen de verrader geëxecuteerd wordt.

### Paranoia
Het netto resultaat is dat in Alpha Complex niemand elkaar ook maar voor een stuiver vertrouwt. Iedereen is een verrader, en iedereen zal anderen verklikken als dat betekent er zelf beter van te worden. Omdat de volgende kloon van de geëxecuteerde zich alles herinnert, tot en met de executie zelf aan toe, heeft deze volgende kloon hoogstwaarschijnlijk wraakgevoelens ten opzichte van de verklikker, en zal dus op zoek gaan naar manieren om wraak te nemen.

## Het spel
In het spel is iedere speler een 'Troubleshooter, een naam die letterlijk genomen moet worden: Troubleshooter-teams gaan op zoek naar problemen en schieten die overhoop met hun laserpistolen — en een "probleem" is in principe iedereen die verraad pleegt tegen Alpha Complex.
De Troubleshooters worden door De Computer op missies gestuurd om belangrijke opdrachten uit te voeren, die absoluut niet mogen falen. Ze worden op deze missies tegengewerkt door de gigantische bureaucratie van Alpha Complex, door andere klonen, door geheime genootschappen, door tegenstrijdige instructies van De Computer zelf, door alle andere dingen die de spelleider kan bedenken, en zeker niet in de laatste plaats door het eigen team. Dit laatste omdat, zoals boven vermeld, iedereen in Alpha Complex een verrader is, en waarschijnlijk de teamleden een appeltje met elkaar te schillen hebben, maar ondertussen worden ze gedwongen samen te werken om onmogelijke opdrachten uit te voeren, en die zelfs tot een goed einde te brengen.

### Humor
Paranoia is zeker geen serieus spel — het verschilt van bijna alle andere rollenspellen door het feit dat in een "normaal" rollenspel, de spelers worden geacht samen te werken om problemen op te lossen. In Paranoia daarentegen wordt wel (door De Computer) van de spelers verwacht dat ze samenwerken, maar ondertussen wordt dit hen onmogelijk gemaakt; geven ze daar echter aan toe, dan wordt het hen ook onmogelijk gemaakt níet samen te werken … Het komt erop neer dat het niet echt uitmaakt wat de spelers doen, zolang het maar leuk is: de spelleider wordt door de regels aangemoedigd om leuk gedrag te belonen, en niet-leuk gedrag te bestraffen. Met andere woorden: spelers die de groep vermaken hebben het makkelijker, en zullen langer overleven, dan spelers die proberen het spel te winnen (wat bij een rollenspel sowieso onmogelijk is) of pogingen doen de regels in hun voordeel te gebruiken.
Paranoia-karakters sterven op alle mogelijke en onmogelijke manieren, wat mogelijk gemaakt wordt door de klonen die klaarstaan om een gedood karakter te vervangen: de dood is niet het einde voor het karakter, dus spelers zullen veel makkelijker dan in andere spellen elkaars karakter om zeep helpen. Een Paranoia-karakter dat het einde van een avontuur haalt is een uitzondering — als karakters het einde van een scène halen is dat soms al opmerkelijk.

## Regels
De precieze spelregels voor Paranoia verschillen per editie, maar allemaal hebben ze eenvoudige regels die snel te leren zijn. Dit is ook omdat ze in feite niet belangrijk zijn: de spelleider wordt herhaaldelijk verteld dat de enige reden is om met dobbelstenen te gooien, is wanneer het hem of haar niet uitmaakt wat de uitkomst zal zijn. De enige regel in Paranoia die echt van belang is, is: "Zorg dat ze terugkomen voor meer".

## Regelboeken
Er bestaan vier edities van Paranoia:
- Eerste Editie (ISBN 0874310253) — geschreven door Greg Costikyan, Dan Gelber en Eric Goldberg; uitgegeven in 1984 door West End Games. In 1985 won deze editie de Origins Award voor Beste Rollenspel van 1984.
- Tweede Editie (ISBN 0874310180) — geschreven door Greg Costikyan, Dan Gelber, Eric Goldberg, Ken Rolston en Paul Murphy - uitgegeven in 1989 door West End Games.
- "Vijfde Editie" (ISBN 0874311713) — uitgegeven in 1995 door West End Games. Deze is sindsdien als "on-product" bestempeld door de huidige schrijvers, omdat hij bijna universeel gehaat wordt door Paranoia-spelers. Bijna niemand van de originele schrijvers hebben eraan meegewerkt, en de boeken voor deze editie richtten zich niet zo zeer op de zwarte humor en onderdrukking in Alpha Complex, maar op goedkope grappen over popcultuur van de jaren 90.
- "Paranoia XP" (ISBN 1904854265) — geschreven door Allen Varney, Aaron Allston, Paul Baldowski, Beth Fischi, Dan Curtis Johnson en Greg Costikyan; uitgegeven in 2004 door Mongoose Publishing. In 2005 verzocht Microsoft dat "XP" verwijderd werd uit de titel. Om deze reden is de naam ingekort tot alleen "Paranoia".

### Overige boeken
- Acute Paranoia
- Alice Through the Mirrorshades
- The Bot Abusers Manual
- Crash Course Manual
- Crash Priority
- Creatures of the Night Cycle (a pointed spoof of Vampire: The Masquerade)
- Criminal Histories
- Death, Lies, and Vidtape
- Don't Take Your Laser to Town
- Extreme Paranoia
- Gamma-Lot
- Mad Mechs
- The Mutant Experience
- Paramilitary
- Paranormal / CTV
- Service, Service!
- STUFF
- STUFF 2: The Gray Subnets
- The R&D Catalog
- The Iceman Returneth
- The Yellow Clearance Black Box Blues
- The Traitors Manual
- The Underplex
- Twilightcycle: 2000
- Vulture Warriors of Dimension X
- WMD
- en heel veel meer …

### Novelisations
- Title Deleted for Security Reasons
- Extreme Paranoia: Nobody Knows The Trouble I've Shot